# Cepu
Cepu è un marchio di proprietà di Studium Srl, azienda con sede a Roma operante nel settore dell'istruzione e della formazione professionale.

## Proprietari
Cepu (o CEPU), acronimo di "Consorzio Europeo per la Preparazione Universitaria" e successivamente "Centro Europeo per la Preparazione Universitaria", è stato fondato nel 1995 dall'imprenditore umbro Francesco Polidori. Successivamente diventa un marchio di proprietà di Cesd Srl (acronimo di "Corsi editati schede dispense"), società con sede a Roma a sua volta di proprietà di Dama2 srl, il cui unico azionista era la fiduciaria lussemburghese JMD International SA riconducibile allo stesso Polidori.
Nel 2015 Cepu è stato rilevato da Studium Srl, società con sede a Roma di proprietà dei figli di Polidori da Cesd, che sarebbe fallita l'anno seguente.

## Centri
In Italia sono presenti circa 100 "centri studio" dove vengono offerti servizi universitari, valutazione crediti formativi, corsi di abilitazione professionale, assistenza all'estero per corsi di laurea e/o abilitazione, corsi di lingua inglese e d'informatica. Ogni centro è anche un "punto informativo accreditato" dell'università telematica e-Campus, con funzioni di segreteria e assistenza allo studio in presenza.

## Marchi e servizi

### Gestiti direttamente
cepu.it, cepugroup.com, cepu.info, cepu.eu, easy-study.it, primaedopoildiploma.it, grandiscuole.it, grandiscuole.info, grandiscuole.eu, grandiscuoleonline.it, recuperoanniscuola.it, primaedopoildiploma.it, cepuinternational.it, scuolatest.com, accademiadelvolo.it, istituticallegari.it, abilitazioneavvocato.it, fadia.it, unannoallestero.it, progettolaurea.it, laureaonlinefacile.it, informatiadesso.it, cepuconcorsi.it

#### Non più aggiornati
cepuweb.it, gloschool.it

### Gestiti direttamente in passato, ancora attivi
I servizi vengono tuttora commercializzati anche tramite le sedi Cepu: scuolaradioelettra.it, corsiadistanza.it, corsipercorrispondenza.it, imparaelavora.it, scuoladicucinasre.it, accademiadellusso.com, beautyacademy.it, herisau.irregular.it, learnandworksnigeria.com, unihe.ch

### Non più commercializzati
irregular.it, ateneoformass.it, formass.com, ateneoformass.com, cepuengineering.it, incampus.it, in-campus.it, brcampus.eu, dopolalaurea.it, corsiperpersonaltrainer.it, scholaiuris.it

## Controversie
Alcuni collaboratori esterni di Cepu sono stati al centro di un'inchiesta sulla compravendita di tesi di laurea, conclusa con la condanna di due studenti e nove tutor, incluso il responsabile della sede di Urbino. La Cepu si è dichiarata "del tutto estranea a quanto si assume essere avvenuto".
Nei primi anni duemila, Cepu aveva coniato lo slogan "Laureare l'esperienza" poco dopo l'approvazione della riforma Moratti, che concedeva legalmente decine di crediti formativi universitari a chi lavorava, convertendo "conoscenze e abilità professionali". Cepu, ma anche Universitalia ed Eurolaurea, hanno sfruttato questa opportunità, contattando direttamente migliaia di lavoratori appartenenti a categorie quali ragionieri, geometri, bancari, impiegati pubblici e privati, periti, assicuratori, promotori finanziari, giornalisti, infermieri, militari, poliziotti; in tutti i casi veniva proposto un percorso abbreviato per ottenere la laurea. Era possibile farsi riconoscere fino a 180 CFU su 180, equivalenti a una laurea triennale già pronta. Cepu aveva anche istituito un servizio che informava su quale università sarebbe stata "più di manica larga" per la specifica figura lavorativa di interesse.
Il Garante della privacy ha più volte accertato l'esistenza di pubblicità aggressiva condotta per via telefonica da Cesd Srl per attività promozionali legate ai marchi CEPU e/o e-Campus. Cesd ha cessato i contatti e cancellato i dati solo a seguito dei solleciti del Garante, violando così il Codice in materia di protezione dei dati personali che invece prevedeva la cancellazione dei dati entro 15 giorni dalla notifica di ricezione della richiesta dell'utente.
Cepu è stato sanzionato per pubblicità ingannevole dall'AGCM per avere pubblicato inserzioni raffiguranti una ragazza sorridente sullo sfondo di una spiaggia con ombrelloni, e l'affermazione "Con Cepu vacanze serene", seguita da "Gli studenti Cepu rispettano gli appelli, sono in pari con gli esami universitari, e hanno tempo per le vacanze! Perché con Cepu studiare non pesa!".
È stato sanzionato anche lo spot televisivo "Esame strepitoso all'Università? Preparalo insieme a CEPU e scegli poi se continuare a studiare con noi" e, testualmente, "Esame strepitoso", "Insieme a CEPU", "Gratuitamente", "Prova un esame con Cepu e scegli". In realtà l'ipotetico rimborso della quota d'iscrizione era subordinato al pagamento anticipato di quattro esami.
Un'altra sanzione per pubblicità ingannevole è scaturita dai dubbi sollevati dal Consiglio Nazionale Forense circa il messaggio "diventi avvocato senza [dare l'] esame di abilitazione".
Nel marzo 2021, il fondatore Francesco Polidori è stato arrestato su disposizione della Procura della Repubblica di Roma con l'accusa di bancarotta fraudolenta, autoriciclaggio e sottrazione fraudolenta al pagamento delle imposte.